# 前嶋曜
前嶋 曜（まえじま よう、1997年4月21日 - ）は、日本の俳優・歌手である。以前はジュノン・スーパーボーイ・アナザーズのチームシニアに所属していた。

## 略歴
2015年、第28回ジュノン・スーパーボーイ・コンテストに応募し、ベスト100まで残る。その後、ファイナリストから漏れた出場者の選抜音楽ユニット、ジュノン・スーパーボーイ・アナザーズのチームシニア初代メンバーとなり、芸能活動を開始。
2017年、演技未経験ながら『仮面ライダーアマゾンズ』シーズン2（Amazonプライム・ビデオオリジナル作品）のオーディションに合格。主役に抜擢され、俳優デビュー。
2021年11月、自身のTwitterにてジュノン・スーパーボーイ・アナザーズを卒業したことを報告した。

## 人物
- 幼少期には『仮面ライダークウガ』のころから仮面ライダーシリーズを観ていたが、仮面ライダーの大ファンであった親が大好きだった『仮面ライダーアマゾン』のことは知っていたという[2]。
- 『アマゾンズ』への出演が決まった際、撮影所に近い場所へ引っ越し一人暮らしを始めるも、友人が近所におらず家に帰ると孤独を感じていた。しかし、そうした環境が役作りに繋がると考え、部屋を真っ暗にして陰のある役柄をイメージしていたという[2]。

## 出演

### ウェブドラマ
- 仮面ライダーアマゾンズ シーズン2（2017年4月7日 - 6月30日、Amazon Prime Video） ‐ 主演・千翼 / 仮面ライダーアマゾンネオ 役[5]

### テレビドラマ
- イミテーションラブ（2019年3月8日（7日深夜） - 28日（29日深夜） 、テレビ東京） - 前埜愁 役
- 神様のサイコロ（2024年10月9日 - 、BS日テレ） -  黒谷圭吾 役[6]
- マーダーミステリーShowcase〜5人の証言〜『あの子は乙女の夢から覚めて』（2024年12月8日〈予定〉、日テレプラス） - 苺 役[7][8]

### 映画
- 劇場版 仮面ライダーアマゾンズ Season2 輪廻（2018年5月12日、東映） ‐ 主演・千翼 / 仮面ライダーアマゾンネオ 役[9][注 1]

### 舞台
- ボク達ノ革命（2018年2月8日 - 12日、中目黒キンケロ・シアター）[10]
- アイ★チュウ ザ・ステージ - 神楽坂ルナ 役
  - 〜Rose Écarlate〜（2019年4月21日 - 5月12日、シアター1010 他）[11]
  - 〜Rose Écarlate deux〜（2019年10月10日 - 15日、シアター1010）[12]
  - 〜Après la pluie〜（2020年10月16日 - 25日、シアター1010 他）[13]
  - 〜Persona / Bal masque〜（2025年8月20日 - 24日〈予定〉、ところざわサクラタウン）[14]
- かくりよの宿飯 折尾屋編（2019年7月17日 - 21日、俳優座劇場） - 白夜 役[15][16]
- 巌窟王 Le theatre（2019年12月20日 - 28日、こくみん共済 coop ホール / スペース・ゼロ） - フランツ・デピネー男爵 役[17]
- 絶響MUSICA THE STAGE （2020年7月8日 - 13日 振替公演、俳優座劇場） - 雨乃トウヤ 役[18][19][20]
- 舞台 刀剣乱舞 天伝 蒼空の兵 -大坂冬の陣- （2021年1月10日 - 3月28日、IHIステージアラウンド東京） - 鯰尾藤四郎 役[21]
- イケメン戦国 THE STAGE - 徳川家康 役
  - 〜連合軍VS“戦乱の亡者”雑賀孫一編〜（2021年8月19日 - 23日、ヒューリックホール東京）[22]※中止[23]
  - スペシャル 初夢！～ようこそ！くらぶ乱世へ～（2022年1月14日 - 16日、シアター1010）[24]
  - ～連合軍VS“戦乱の亡者”雑賀孫一編～（2022年8月18日 - 23日、ヒューリックホール東京）[25][26]
  - ～猿飛佐助編～（2022年11月12日 - 15日、渋谷区文化総合センター大和田 さくらホール）[27][28]
  - ～帰蝶編～（2023年4月21日 - 24日、渋谷区文化総合センター大和田 伝承ホール）[29]
- LIVE STAGE「スケートリーディング☆スターズ」（2021年10月22日 - 31日、品川プリンスホテル ステラボール） - 篠崎怜鳳 役[30]
- 演劇ユニット100点un・チョイス！第19回公演「カタチ」（2023年6月14日 - 18日、シアターサンモール）- 主演・松永拓人 役（大崎捺希とダブルキャスト）[31]
- SEPT present「DREAM TELLER」（2023年11月30日 - 12月3日、こくみん共済 coop ホール / スペース・ゼロ）[32]
- Lamento -BEYOND THE VOID-（2024年2月16日 - 25日、品川プリンスホテル ステラボール） - 主演・コノエ 役[33]
- Otona Project - Produce 演劇ユニット【爆走おとな小学生】舞台「カタバミ」（2024年6月19日 - 23日、シアターサンモール）[34]
- CEDAR「ヒストリーボーイズ」（2024年7月20日 - 28日、あうるすぽっと） - ロックウッド 役[35]
- 朗読劇『文豪LETTERS』（2024年8月13日、北トピア6F ドームホール）
- 朗読劇「夢から醒めない夢を見よ。」（2024年9月10日、シアター・アルファ東京）[36]
- マーダーミステリーShowcase〜5人の証言〜（2025年1月17日 - 19日、全電通労働会館） - 苺 役[7][8]
- CCCreation Presents 舞台「黒蜥蜴〜Burlesque KUROTOKAGE〜」（2025年2月8日 - 16日、こくみん共済 coop ホール / スペース・ゼロ） - 岩瀬早苗 役（大崎捺希とダブルキャスト）[37][38]
- 舞台「ブルーロック」4th STAGE - 二子一揮 役
  - 舞台「ブルーロック」4th STAGE（2025年5月15日 - 25日、THEATER MILANO-Za / 5月30日 - 6月1日、東大阪市文化創造館 Dream House 大ホール）[39]
  - 舞台「ブルーロック -EPISODE 凪-」（2025年11月20日 - 30日〈予定〉、東京ドームシティ シアターGロッソ）[40]

### ゲーム
- 仮面ライダーバトル ガンバライジング（2017年5月25日、アーケード） - 仮面ライダーアマゾンネオ 役
- 仮面ライダーバトル ガンバレジェンズ（2023年、アーケード） - 仮面ライダーアマゾンネオ 役

### イベント
- Live!!! アイ★チュウ ザ・ステージ～Planète et Fleurs～（2019年7月27日、調布市グリーンホール大ホール） - 神楽坂ルナ 役[41]
- 舞台『刀剣乱舞』七周年感謝祭 -夢語刀宴會-（2023年8月4日 - 6日、幕張メッセ 幕張イベントホール） - 鯰尾藤四郎 役[42]